# Wałerij Kudluk
Wałerij Ihorowycz Kudluk, ukr. Валерій Ігорович Кудлюк (ur. 14 kwietnia 1968 w Łanowcach) – ukraiński piłkarz, grający na pozycji napastnika.

## Kariera piłkarska
Wychowanek Szkoły Sportowej nr 3 w Tarnopolu oraz miejscowego klubu Cukrowyk Łanowce. W 1985 rozpoczął karierę piłkarską w Nywie Tarnopol. W 1988 bronił barw Desny Czernihów. W następnym roku przeszedł do Podilla Chmielnicki. Latem 1990 wrócił do tarnopolskiej Nywy, skąd w 1992 został wypożyczony do farm klubu Krystał Czortków. Na początku 1993 zasilił skład Ewisu Mikołajów, a w sierpniu 1994 odszedł do Bukowyny Czerniowce. Wiosną 1996 rozegrał 6 meczów w mikołajowskim klubie, który nazywał się SK Mikołajów. W czerwcu 1996 roku przeniósł się do CSKA Kijów, ale wkrótce wyjechał do Kazachstanu, gdzie został piłkarzem Batyr Ekibastuz. Jednak nie zagrał żadnego meczu i potem do końca 1996 roku występował w Irtyszu Pawłodar, po czym zakończył karierę piłkarską. Potem do lata 2005 grał w amatorskich zespołach Jałty.

## Kariera zawodowa
W sezonie 2005/06 pracował jako dyrektor klubu Jałos Jałta. W marcu 2017 został zaproszony na stanowisko dyrektora sportowego MFK Mikołajów.